# Why Girls Leave Home
Why Girls Leave Home é um filme norte-americano de 1945, do gênero drama , dirigido por William Berke e estrelado por Lola Lane e Sheldon Leonard.
Why Girls Leave Home é um filme B da Producers Releasing Corporation ou PRC, um dos inúmeros pequenos estúdios da Poverty Row, em Hollywood. A produção é notável apenas por ter recebido duas indicações ao Oscar: para a trilha sonora, de Walter Greene, e para a canção "The Cat and the Canary", de Jay Livingston e Ray Evans.

## Sinopse
Moça deixa o lar para se tornar sofisticada cantora de nightclub. No primeiro emprego, ela se envolve com mafiosos e seu chefe decide matá-la e fazer parecer suicídio. Um repórter não acredita na história e começa a investigar.

## Premiações
| Patrocinador                                  | Prêmio | Categoria                                   | Situação |
| --------------------------------------------- | ------ | ------------------------------------------- | -------- |
| Academia de Artes e Ciências Cinematográficas | Oscar  | Melhor Canção Original Melhor Trilha Sonora | Indicado |

## Elenco
| Ator/Atriz          | Personagem      |
| ------------------- | --------------- |
| Lola Lane           | Irene Mitchell  |
| Sheldon Leonard     | Chris Willliams |
| Pamela Blake        | Diana Leslie    |
| Elisha Cook, Jr.    | Jimmy Lobo      |
| Paul Guilfoyle      | Steve Raymond   |
| Constance Worth     | Flo             |
| Claudia Drake       | Marianna Mason  |
| Virginia Brissac    | Senhora Leslie  |
| Thomas E. Jackson   | Policial Reilly |
| Evelyn Eaton        | Alice           |
| Peggy Lou Bianco    | Peggy Leslie    |
| Fred Kohler Jr.     | Ted Leslie      |
| Walter Baldwin      | Wilbur Harris   |
| Robert Emmett Keane | Ed Blake        |